# Ouwel

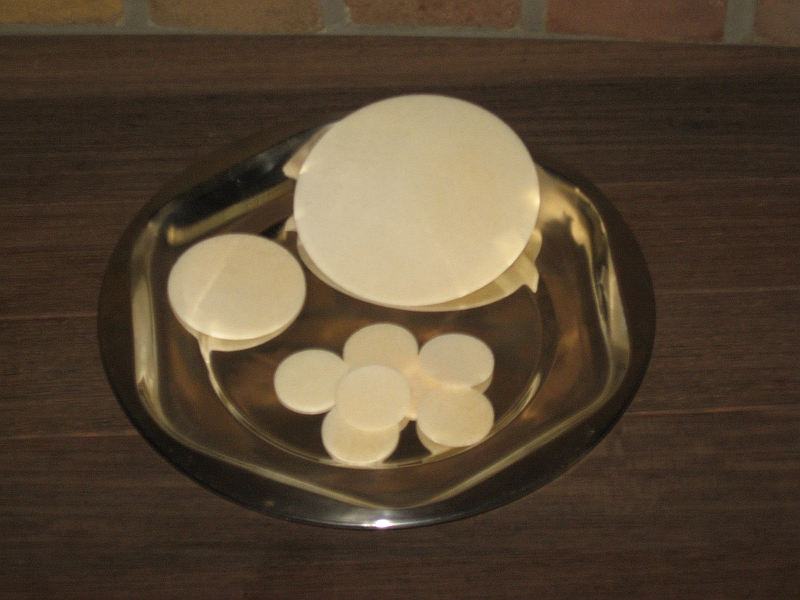
Hosties

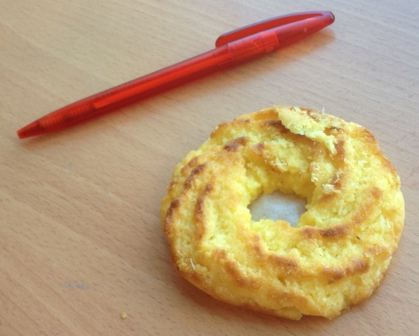
Kokoskrans met eetpapier eronder

Ouwel is een smaakloos dun baksel van ongedesemd deeg. Naast water en olie is de grondstof meel. Voor hosties dient dit tarwemeel te zijn en voor andere producten kan het ook aardappelzetmeel of rijstzetmeel zijn.

## Kerk
Ouwel wordt als hostie gebruikt door de katholieke kerken bij het ritueel van de communie tijdens de eucharistie. Het dient hiervoor van zuiver tarwemeel te zijn gemaakt, zonder toevoeging van gist of andere ingrediënten. Na de zogenoemde consecratie wordt ouwel hostie genoemd. Ouwel dat niet (uitsluitend) van tarwemeel is gemaakt, wordt beschouwd als 'ongeldige materie'. De ouwel wordt uitsluitend gebakken in gespecialiseerde kloosterbakkerijen.

## Eetpapier
Een flinterdun wit baksel van rijstzetmeel of aardappelzetmeel heet ook ouwel. Dit 'eetpapier' of 'snoeppapier' wordt gebruikt als ondergrond voor verschillende baksels, bijvoorbeeld kokosmakronen of noga. Het vindt ook toepassing als label op brood. In het Nederlandse Zaandam bevindt zich sinds 1916 een fabriek voor dit ouwel, de Primus ouwelfabriek. In 2013 werd 80% van de productie geëxporteerd.
Met speciale apparatuur kan ouwel ook bedrukt worden met logo's of foto's. Hiermee kan banket worden versierd.